# Сургут
Сургут (рус. Сургут) град је у Русији у Ханти-мансијском аутономном округу. Према попису становништва из 2010. у граду је живело 306.703 становника.
Један је од најстаријих градова Сибира, који је 1594. основао руски цар Фјодор I Иванович. Име овог града потиче из језика народа Ханти-Мансија из речи сур („риба”) и речи гут („рупа”). Град се поноси Сургутским мостом, најдужим мостом са једним пилоном на свету. Град је доживео привредни процват 1960. што се тиче производње енергента, понајвише природног гаса. Град је, такође, велики произвођач струје капацитета 7,2 GW.

## Клима
Сургут је, како је карактеристично за Сибир, један од хладнијих градова Русије. Зима траје 7 месеца а просечна јануарска температура је −22 °C. Лета су хладнија, просечна температура у јулу је 17 °C. Зими температура пада и до −50 °C.

## Становништво
Према прелиминарним подацима са пописа, у граду је 2010. живело 306.703 становника, 21.676 (7,60%) више него 2002.
| 1939. | 1959. | 1970.  | 1979.   | 1989.   | 2002.   | 2010.   |
| ----- | ----- | ------ | ------- | ------- | ------- | ------- |
| 2.300 | 6.031 | 34.011 | 107.343 | 247.823 | 285.027 | 306.675 |